# Angelo Victoriano
Angelo Monteiro Dos Santos Victoriano, (Luanda, Angola, 8 de febrero de 1968 - Luanda, 13 de abril de 2024), fue un baloncestista angoleño.

## Carrera deportiva
Con una estatura medía 1.98  cm y jugaba en la posición de pívot. Su carrera siempre estuvo ligada Primeiro de Agosto de Angola, equipo en el que también ha sido asistente técnico.